# Paul Massot
Paul Massot (Perpinyà, 15 d'agost de 1800 - París, 27 de març de 1881) fou un metge malacologista i polític nord-català, diputat a la Cambra de Diputats.
Després d'haver estudiat al Liceu Napoléon continuà els seus estudis de medicina a París i després a la Facultat de Medicina de Montpeller, de manera que en 1823 va obtenir el títol de doctor. Fou nomenat cirurgià en cap de l'Hospital civil. De 1849 a 1852 fou conseller general pel Cantó de Perpinyà-Oest. Es va oposar al cop d'Estat de Napoleó III i fou exiliat uns mesos. Després del seu retorn, no va participar en política fins a la caiguda del Segon Imperi Francès.
De 1874 a 1877 fou nomenat president del Consell General dels Pirineus Orientals. En 1876 fou elegit diputat dels Pirineus Orientals pel districte de Ceret, i en 1877 fou escollit senador en substitució de Pierre Lefranc. Ocupà ambdós escons fins a la seva mort el març de 1881.
La seva família comptarà amb molts grans metges, sempre entre les famílies més antigues de Catalunya: els doctors Joseph Denoyes (precursor de la radiologia moderna, gran defensor de la viticultura rossellonesa, mort el 1957), i Paul Denoyes (oftalmòleg, mort en 1969), Paul de Lamer, que va ser elegit alcalde de Perpinyà sense haver sol·licitat mai el mandat, es presentà al consell municipal i dimití immediatament per retornar als seus pacients.

## La malacologia
Juntament amb les seves preocupacions polítiques, es va apassionar per la malacologia, per a la que va escriure quatre memòries d'un catàleg de mol·luscs terrestres i fluvials de la Catalunya del Nord, enumerant 254 espècies, així com una revisió de les testacelles franceses en les que va reconèixer 14 espècies. Va descriure nombroses espècies noves, principalment el gènere Testacella. Unio aleronii descrita amb el seu col·lega M. Companyo és l'única admesa com a vàlida en tant que subespècie d'Unio mancus.

## Publicacions
- 1841 : Notice médicale sur les eaux sulfureuses de Molitg (Pyr.-Orient.). Perpignan: imp. Tastu
- 1845 : « Description d'une espèce nouvelle de Mulette » (en collaboration avec M. Companyo) dans Bulletin de la Société agricole, scientifique et littéraire des Pyrénées-Orientales, VI : 234-235.
- 1845 : « Description d'une espèce nouvelle de Physe » dans Bulletin de la Société agricole, scientifique et littéraire des Pyrénées-Orientales, VI : 236.
- 1848 : Notice sur une épidémie de fièvres intermittentes pernicieuses qui a régné à Salces pendant le mois de décembre 1847. Perpignan.
- 1870 : « Des Testacelles françaises » dans Ann. malac., I : 145-157, 1 pl.
- 1872 : « Énumération des Mollusques terrestres et fluviatiles vivants du département des Pyrénées-Orientales » dans 19e bulletin de la Société agricole, scientifique et littéraire des Pyrénées-Orientales, 116 p. + 1 pl. Perpignan.